# Flaga Słupska

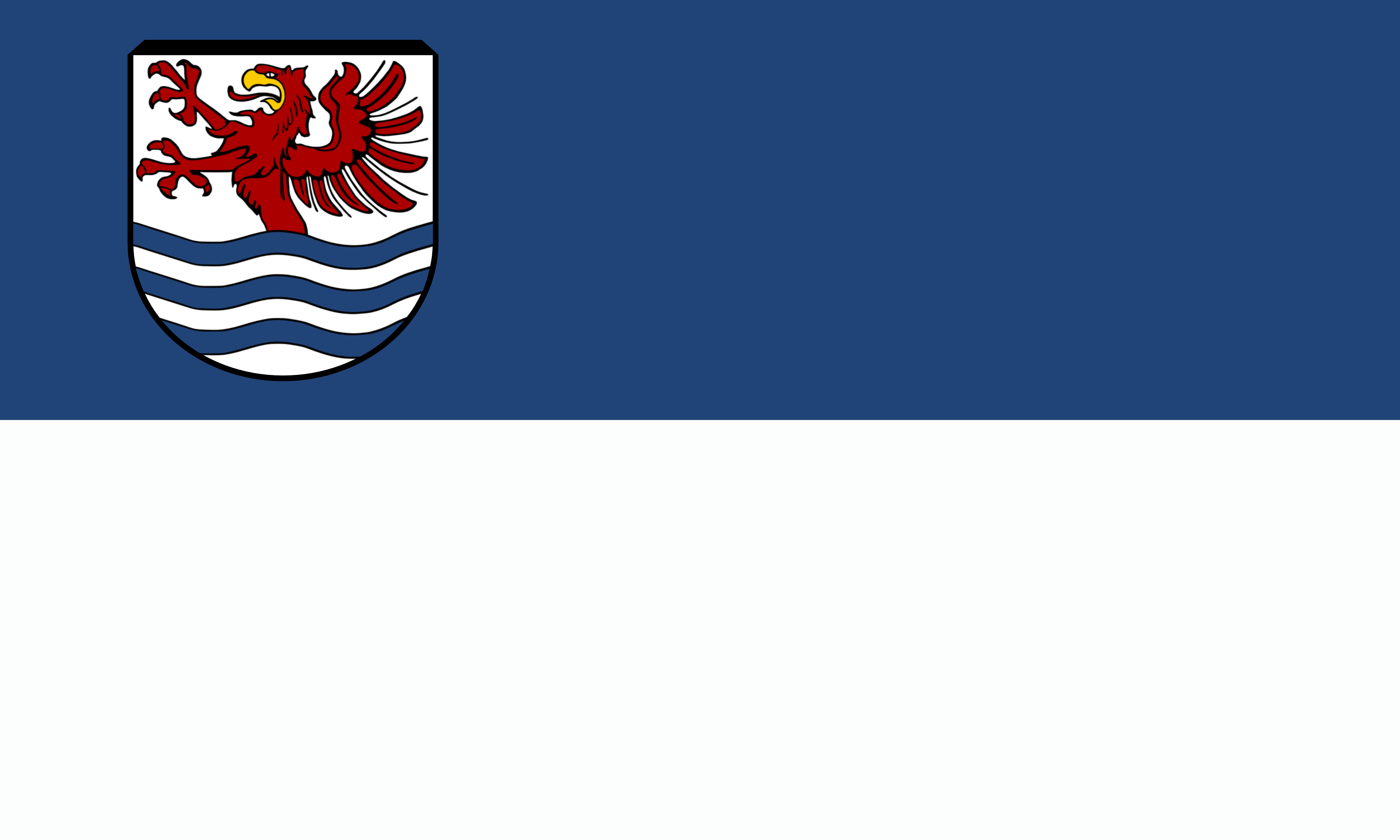
Przedwojenna flaga miasta Słupska używana do 1945 roku

Flaga Słupska – jeden z symboli miejskich Słupska w postaci flagi. Ustanowiony z inicjatywy prezydenta Słupska Macieja Kobylińskiego 30 listopada 2005 uchwałą nr L/627/05 rady miejskiej w Słupsku. Proponowany w uchwale projekt był powrotem do historycznego wzoru flagi miasta.

## Historia
Na podstawie akt historycznych przechowywanych w archiwach szczecińskim i berlińskim oraz według wizerunku flagi posiadanego przez Uniwersytet Münster prof. dr hab. Zygmunt Szultka z Instytutu Historii Polskiej Akademii Nauk ustalił, że flaga Miasta Słupska, jako znak rozpoznawczy miasta, została ustanowiona przed 1653 rokiem, a najpewniej pod koniec XVI wieku, czyli w okresie przynależności Słupska do niezawisłego państwa pomorskiego, rządzonego od początku XII wieku do 1637 roku przez książęcą dynastię Gryfitów. Była koloru białego z wizerunkiem herbu pośrodku.

## Wygląd i symbolika
Flaga Słupska została zaprojektowana jako prostokątny biały płat o proporcjach 5:8, obustronnie jednakowy, z czerwonymi pasami brzegowymi o szerokości 0,22 wartości dłuższego boku. Centralnie umiejscowiony herb Słupska w proporcji wysokości do szerokości 3:2,6